# Gare de Zonhoven
La gare de Zonhoven (en néerlandais : station Zonhoven) est une halte ferroviaire belge de la ligne 15, d'Anvers à Hasselt située près de Zonhoven sur la commune éponyme dans la province de Limbourg en Région flamande.
C'est un point d'arrêt non gardé (PANG) à accès libre de la Société nationale des chemins de fer belges (SNCB) desservi par des trains Omnibus (L).

## Situation ferroviaire
Établie à 39 m d'altitude, la gare de Zonhoven se situe au point kilométrique (PK) 84.9 de la ligne 15, d'Anvers à Y Zonhoven entre les gares ouvertes de Zolder et la bifurcation Y Zonhoven. Elle se trouvait entre la gare de Houthalen et l'arrêt de Zonhoven-Bains, désormais fermés.

## Histoire
La station de Zonhoven est mise en service le 20 juillet 1866 lorsque la Compagnie du chemin de fer Liégeois-Limbourgeois met en service la ligne de Hasselt à Eindhoven, actuelles sections des lignes 15, de Hasselt à Mol, et 18, de Winterslag à Eindhoven (fermée). Un magasin pour les marchandises, construit en bois, est adjoint en 1879.
Le réseau Liégeois-Limbourgeois est repris en 1896 par les Chemins de fer de l'État belge.
Rétrogradée au rang de halte en 1931, administrée depuis la gare de Houthalen, elle ferme complètement le 2 juin 1957. Plus rien ne subsiste du bâtiment de la gare.
La SNCB décide de recréer un arrêt à Zonhoven, qui ouvre le 9 décembre 2012.

## Service des voyageurs

### Accueil
C'est un point d'arrêt non gardé (PANG) à accès libre. L'achat des tickets s'effectue un automate de vente à proximité de l'unique quai.

### Desserte
Zonhoven est desservie par des trains InterCity (IC) de la SNCB circulant sur la ligne commerciale 15 : Anvers - Lierre - Mol - Hasselt (voir brochure SNCB).
En semaine comme les week-ends, la desserte est constituée de trains L reliant Mol à Hasselt, toutes les heures.

## Comptage voyageurs
Le graphique et le tableau montrent le nombre de passagers qui en moyenne embarquent durant la semaine, le samedi et le dimanche.
| Nombre de voyageurs qui embarquent à la gare de Zonhoven | Nombre de voyageurs qui embarquent à la gare de Zonhoven | Nombre de voyageurs qui embarquent à la gare de Zonhoven | Nombre de voyageurs qui embarquent à la gare de Zonhoven |
|                                                          | Semaine                                                  | Samedi                                                   | Dimanche                                                 |
| -------------------------------------------------------- | -------------------------------------------------------- | -------------------------------------------------------- | -------------------------------------------------------- |
| 2013                                                     | 59                                                       | 21                                                       | 21                                                       |
| 2014                                                     | 72                                                       | 13                                                       | 50                                                       |
| 2015                                                     | 55                                                       | 18                                                       | 24                                                       |
| 2016                                                     | 70                                                       | 18                                                       | 18                                                       |
| 2017                                                     | 99                                                       | 26                                                       | 29                                                       |
| 2018                                                     | 61                                                       | 37                                                       | 31                                                       |
| 2019                                                     | 67                                                       | 29                                                       | 19                                                       |
| 2020                                                     | 41                                                       | 18                                                       | 19                                                       |
| 2021                                                     | -                                                        | -                                                        | -                                                        |
| 2022                                                     | 68                                                       | 10                                                       | 7                                                        |
| 2023                                                     | 78                                                       | 63                                                       | 37                                                       |
| 2024                                                     | 60                                                       | 14                                                       | 37                                                       |